# Johann Georg Breuer
Johann Georg Breuer (* unbekannt; † ca. 1695 in Altona) war ein deutscher Münzmeister und Medailleur.

## Leben
Der deutschstämmige Johann Georg Breuer ist ab 1649 nachweisbar in der schwedischen Münzstätte Avesta, wo er unter dem Namen Göran Isersnider als Stempelschneider erscheint. Er war als Medailleur und Modelleur für das schwedische Königshaus tätig und schuf Porträtmedaillen, Modelle für Marmorbüsten und Reliefs. Von 1666 bis 1669 arbeitete er für die Münze in Stockholm. Er musste Schweden 1669 verlassen und hielt sich anschließend vermutlich in Dänemark auf.
Bereits 1667 schuf Breuer Silbermedaillen auf die brüderliche Eintracht der braunschweigischen Herzöge Rudolf August und Anton Ulrich anlässlich des am 30. Mai abgeschlossenen Erbvergleichs. Es folgten weitere Medaillen für das welfische Herzogshaus. Mit der Eroberung der Stadt Braunschweig durch die beiden Herzöge im Jahr 1671 wurde die städtische Münze in eine fürstliche umgewandelt. Hier war Breuer von 1675 bis 1684 Münzmeister, wo er Münzen im Namen Herzog Rudolf Augusts und 1675/76 auch städtische Münzen prägte. Er war am Ertrag der an die aus Hamburg stammenden Gebrüder Wagner verpachteten Münzstätte beteiligt und musste daher zunächst einen Schlagschatz von 500 Talern bezahlen. Breuer kaufte 1679 im nahegelegenen Rühme oberhalb der Oker ein nachfolgend bis heute Münzberg genanntes Grundstück, auf dem er eine private Münzstätte errichtete und illegal Münzen prägte. Im Jahr 1684 wurde er wegen „Pflichtvergessenheit und falsche fingierte Münz-Unterschleif“ als herzoglicher Münzmeister entlassen und mit einer Strafzahlung von 10.000 Talern belegt. Er hatte einen erdichteten Gulden eines „Prinzen von Japonien“ geprägt und ins Ausland, u. a. nach Russland, exportiert. Zusätzlich hatte Breuer ohne Genehmigung mehrere tausend Münzen Graf Heinrichs IV. von Reuß zu Greiz geprägt. Dieser ließ Breuer 1684 verhaften, konnte sich aber in einem Vergleich mit ihm einigen. Da Breuer die geforderte Summe von 1000 Talern nicht zahlen konnte, musste er seinen Besitz in Rühme an den Grafen Reuß verpfänden. Breuer war nachfolgend als Münzmeister und Medailleur für verschiedene deutsche und ausländische Fürsten tätig und starb vermutlich 1695 in Altona.
Breuer zählt zu den bedeutendsten holländisch-norddeutschen Medailleuren des Barock. Er war für Kurfürst Johann Georg II. von Sachsen, Herzog Johann Friedrich von Calenberg, Herzog Christian Albrecht von Holstein-Gottorp, Herzog Friedrich Kasimir von Kurland, Landgraf Ludwig VI. von Hessen-Darmstadt und Kurfürst Friedrich Wilhelm von Brandenburg tätig. Er wirkte auch als Münzmeister für Herzog August von Sachsen-Weißenfels, Administrator des Erzstiftes Magdeburg, in der Münze Wolmirstedt bei Magdeburg.